# Міністерство зовнішніх справ Української РСР
Міністерство зовнішніх справ Української РСР — союзно-республіканське міністерство, входило до системи органів зовнішньої політики СРСР і підлягало в своїй діяльності Раді Міністрів УРСР і Міністерству зовнішніх справ СРСР.

## Історія
Створене з Народного комісаріату зовнішніх справ УРСР у березні 1946 року у зв'язку з переформуванням наркоматів. 

## Народні комісари зовнішніх справ УРСР
- Корнійчук Олександр Євдокимович (1944—1944)
- Мануїльський Дмитро Захарович (1944—1946)

## Міністри зовнішніх справ УРСР
- Мануїльський Дмитро Захарович (1946—1952)
- Барановський Анатолій Максимович (1952—1954)
- Паламарчук Лука Хомич (1954—1965)
- Білоколос Дмитро Захарович (1966—1970)
- Шевель Георгій Георгійович (1970—1980)
- Мартиненко Володимир Никифорович (1980—1984)
- Кравець Володимир Олексійович (1984—1990)
- Зленко Анатолій Максимович (1990—1994)